# مونگومبا
از شهرهای استان لوبای در کشور آفریقای مرکزی